# Papiro 91
El Papiro 91 (en la numeración Gregory-Aland), designado como {\displaystyle {\mathfrak {P}}}91, es una copia antigua del Nuevo Testamento en griego. Es un manuscrito en papiro de los Hechos de los Apóstoles. El texto sobreviviente de los Hechos son los versículos 2:30-37; 2:46-3:2. El manuscrito ha sido asignado paleográficamente a mediados del siglo III.

## Texto
El texto griego de este manuscrito es una representación del tipo textual alejandrino, Comfort lo adscribió como un protoalejandrino, aunque la parte existente está delicadamente muy fragmentada. Aún no ha sido ubicada en las categorías de los manuscritos del Nuevo Testamento de Aland.

## Historia
Se desconoce su lugar de origen. El texto del manuscrito se publicó en 1982. Aland lo ubicó en la lista de manuscritos del Nuevo Testamento, en el grupo de los Papiros asignándole el número 91.
El manuscrito está fechado por el INTF al siglo III. Comfort lo fechó para finales del siglo III.
Paleográficamente es similar al P. Oxy. 654 y al P. Florentine II 120, ambos de mediados del siglo III.
Se cita en las ediciones críticas del Nuevo Testamento (NA27).

## Ubicación
La parte más grande del {\displaystyle {\mathfrak {P}}}91 está ubicada en el Instituto di Papyrologia (Instituto de Papirología) como el (P. Mil. Vofl. Inv. 1224) en la Universita Degli Studi di Milano (Universidad de Milán). La parte más pequeña está guardada en el Ancient History Documentary Research Centre (Centro de Investigación documentaria de Historia antigua). en la Universidad de Macquarie (Inv. 360) en Sídney.

## Variantes textuales
- 2:31: omite του χρυ (del Cristo/Mesías (χρυ siendo un nombres sagrados).

- 2:32: Según la reconstrucción de Philip Comfort y  David Barrett,[7] omite εσμεν (somos).

- 2:33: Error del escriba ακουετε (escuchan) como ακουεται (el escucha) debido a que la ε y la αι son pronunciadas de manera parecida cuando se habla.

- 2:36: Error del escriba Ισραηλ (Israel) como Ισστραηλ.

- 2:36: και (y) está omitido después de  οτι (por/eso).

- 2:36: Cambia κν αυτον και χρν (lo hizo Señor y Cristo/Mesías (nombres sagrados) en vez de χρν [αυτον και κν] (lo hizo Cristo/Mesías y Señor (nombres sagrados)

- 2:46: Error del escriba μετελαμβανον (estaban compartiendo) como μεταλαμβανον (están compartiendo).

- 2:46: Error del escriba αφελοτητι (sinceridad) en ditografía como [αφελ]οτλοτητι.

## Lectura adicional
- Claudio Galazzi, P. Mil. Vogl. Inv. 1224 NT, Act. 2,30-37 e 2,46-3,2, Bulletin of the American Society of Papyrologists 19 (New Haven: 1982), pp. 39-45.
- S. R. Pickering, Zeitschrift für Papyrologie und Epigraphik 65 (Bonn: 1986), pp. 76-79.

| Predecesor: Papiro 90 | Papiro 91 | Sucesor: Papiro 92 |

- Datos: Q741176